# Tour de Francia 1903
El Tour de Francia de 1903 fue una carrera ciclista que tuvo lugar entre el 1 y el 19 de julio de dicho año. Fue la primera edición del Tour de Francia, patrocinada por el diario francés L'Auto-Vélo, antecesor del actual L'Équipe, y su recorrido fue diseñado por el director del periódico, Henri Desgrange. Se disputó en seis etapas, con un recorrido total de 2428 kilómetros, y el ganador final fue Maurice Garin.
La competición fue creada para aumentar la circulación del diario L'Auto. Al comienzo estaba previsto comenzar en junio, pero se pospuso un mes y el premio en metálico fue aumentado tras ver el escaso número de inscritos para la carrera. Fue la primera competición en carretera por etapas y comparado con las actuales Grandes Vueltas tenía relativamente pocas etapas, aunque eran mucho más largas. Los ciclistas no estaban obligados a competir en las seis etapas, porque esto sólo era necesario para dar derecho a estar en la clasificación general.
El favorito para ganar, Maurice Garin, se adjudicó la primera etapa y retuvo el primer puesto toda la competición. También ganó las dos últimas etapas, y terminó con un margen de casi tres horas de ventaja sobre el siguiente ciclista. La circulación del diario se incrementó en seis veces por lo que se consideró acertado realizar una nueva edición al año siguiente.

## Inicios

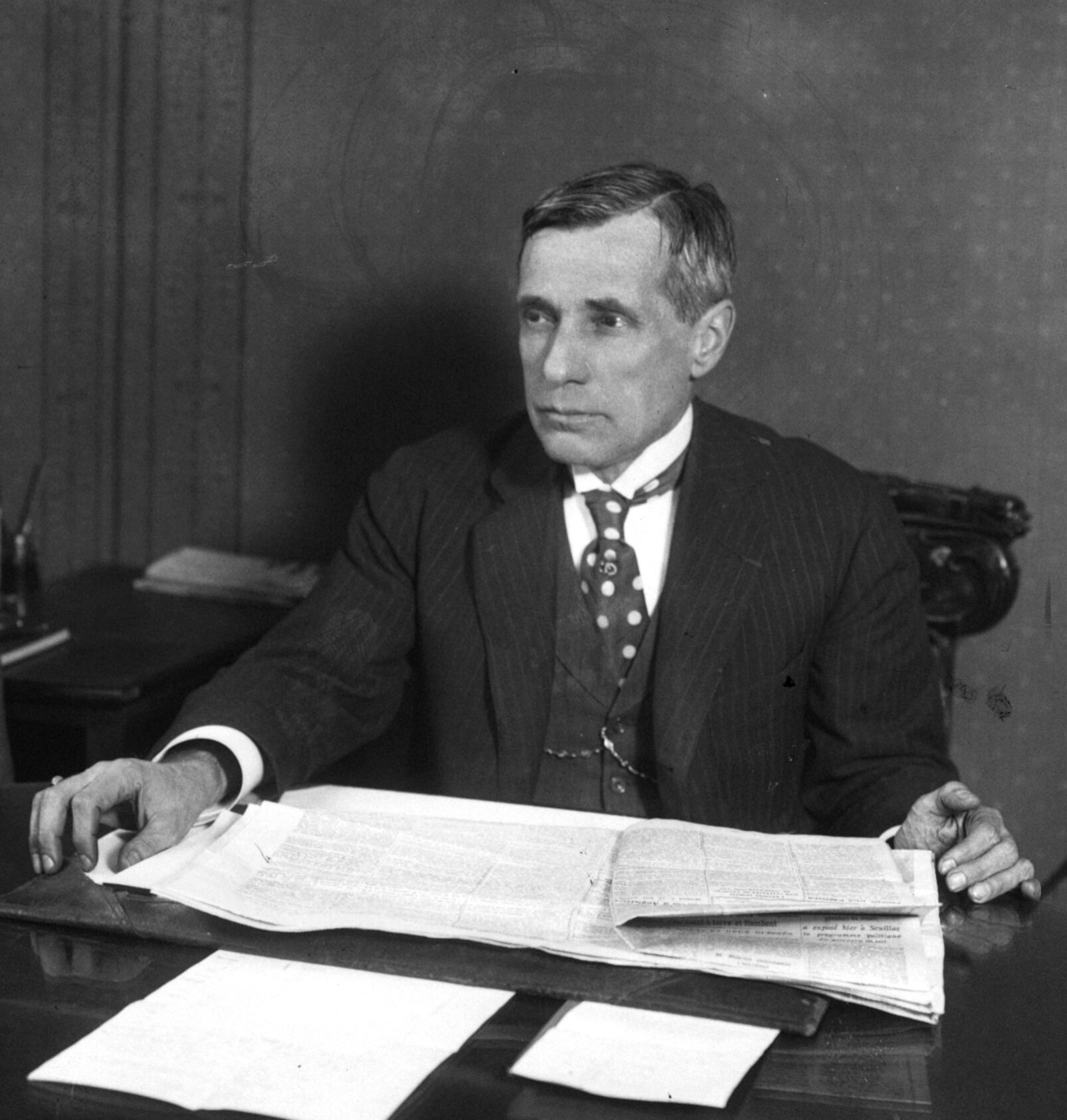
Henri Desgrange, fundador y director del Tour de Francia entre 1903 y 1939.

Después de que el caso Dreyfus separó a los anunciantes del periódico Le Vélo, apareció un nuevo periódico en 1900, L'Auto-Vélo, con el antiguo ciclista Henri Desgrange como editor. Después de ser forzado a cambiar el nombre del periódico a L'Auto en 1903, Desgrange necesitaba algo para mantener a los admiradores del ciclismo. Con una circulación de unas 20 000 copias, no podía permitirse perderlos.

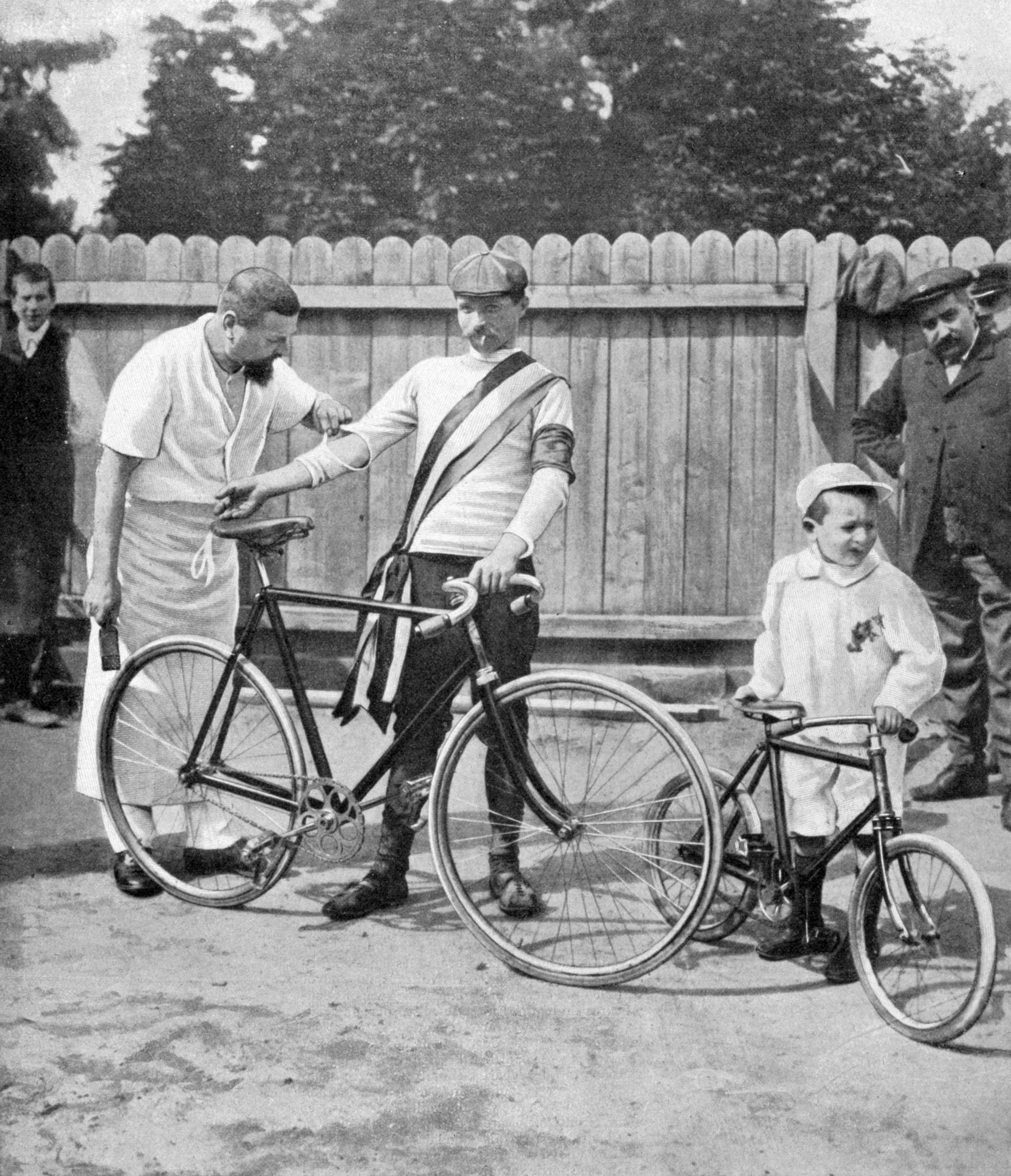
Maurice Garin, ganador del Tour de Francia 1903.

Cuando Desgrange y un joven empleado suyo llamado Géo Lefèvre volvían de la carrera ciclista Marsella-París, Lefèvre aconsejó que se podía celebrar una carrera alrededor de Francia, similar a las populares carreras de seis días en pista. Desgrange propuso la idea para su financiación a Victor Goddet, quien dio su aprobación y el 19 de enero de 1903, el Tour de Francia fue anunciado en L'Auto.
Debía ser una carrera de cinco semanas, del 1 de junio al 5 de julio, con una entrada de 20 francos franceses y 20 000 en premios. El cierre de inscripciones era el 15 de mayo, pero estas condiciones atrajeron a muy pocos ciclistas y a falta de poco más de una semana, sólo se habían inscrito 14 competidores. Desgrange renegoció la competición y el 6 de mayo anunció que pasaba a celebrarse del 1 al 19 de julio, redujo la entrada a 10 francos franceses y garantizó al menos cinco francos por día a los 50 primeros ciclistas en la clasificación. Después de esto, 79 ciclistas se inscribieron para la competición, aunque sólo comenzaron la carrera 60. Géo Lefévre llegó a ser el director de la carrera, juez y cronometrador; Henri Desgrange fue el director general, aunque no siguió la competición.

## Reglas y carrera

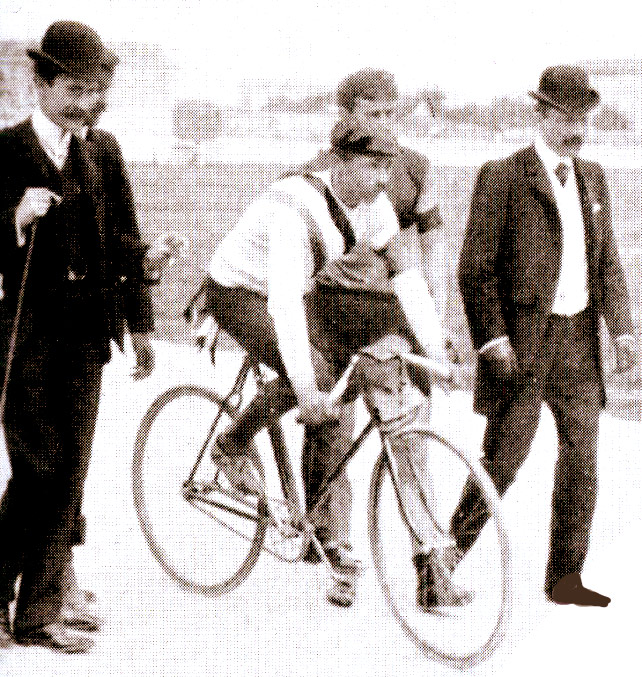
Maurice Garin, ganador de la primera edición.

La ronda se disputó en seis etapas y comparándolo con las carreras por etapas actuales éstas fueron extraordinariamente largas, con una distancia media de unos 400 kilómetros (en el Tour de Francia 2004 la media fue de 171 kilómetros). Los ciclistas tenían entre dos y tres días de descanso entre cada etapa y éstas fueron normalmente llanas, exceptuando la segunda que fue de montaña. No estaban agrupados en equipos, era una competición individual y debían pagar una tasa de 10 francos franceses para competir en la clasificación general o 5 para entrar en una única etapa. Como las etapas eran tan largas, todas excepto la primera comenzaron antes del alba: la última etapa comenzó a las 21:00 horas la noche antes. La salida de la 1.ª etapa tuvo lugar en Montgeron, situado en la periferia sur de París, delante del café Le réveil matin a las 15:16 horas.
El maillot amarillo para el líder en la clasificación general aún no había sido presentado por lo que el líder era identificado por un brazalete verde. Los ocho primeros ciclistas de cada etapa recibieron un premio entre 50 francos y 1500 francos, que variaban por etapa. El total de primas ascendió a 20 000 francos, los catorce primeros ciclistas en la clasificación general recibieron desde 3000 francos para el ganador a 25 francos para el decimocuarto lugar. El vencedor de la etapa París-Lyon recibió 1500 francos, mientras que el vencedor de la etapa Toulouse-Burdeos recibió 700 francos. Cada corredor además recibía 5 francos por cada día de competición.

## Participantes

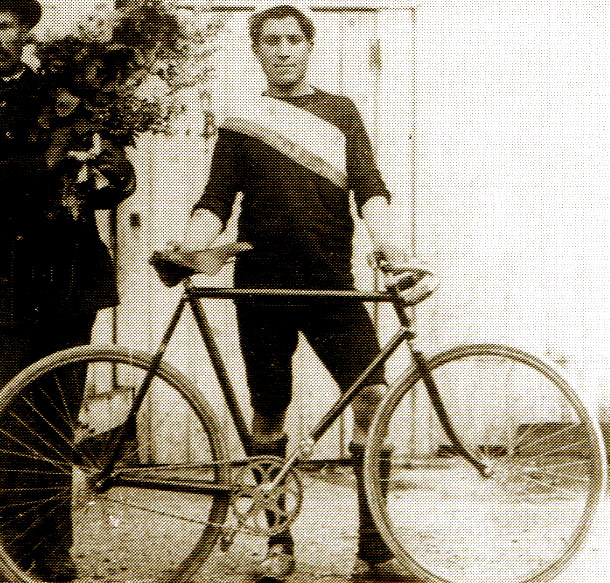
Lucien Pothier, segundo clasificado.

En contraste con las carreras actuales, los ciclistas que no terminaban una de las etapas podían comenzar cualquiera de las siguientes, pero sin tener opción a luchar por la clasificación general. Hippolyte Aucouturier por ejemplo, que tuvo que retirarse de la primera etapa, volvió y ganó la segunda y tercera etapas. También Charles Laeser, ganador en la cuarta etapa, no había completado la tercera.
Sesenta ciclistas, todos profesionales o semiprofesionales, comenzaron la competición. De esos, 49 eran franceses, cuatro belgas, cuatro suizos, dos alemanes y uno italiano. Veintiuno de ellos llevaban publicidad de los fabricantes de bicicletas y 39 no tenían ningún tipo de publicidad. Otros veinticuatro ciclistas aprovecharon la opción de participar en etapas específicas y tomaron parte. Uno lo hizo en la 2.ª y 4.ª etapas, tres participaron en la 2.ª, uno en la 3.ª, quince en la 4.ª, y los otros cuatro compitieron en la 5.ª.

## Las etapas

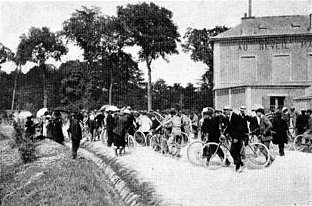
Café au Reveil Matin en París.

Antes del comienzo de la competición los favoritos eran Maurice Garin e Hippolyte Aucouturier. Garin dominó la carrera desde el comienzo, ganando la primera etapa. Fue un recorrido de 471 kilómetros desde París hasta Lyon el día 1 de julio. Comenzó a las 15:16 horas, y los ciclistas inicialmente corrieron a 35 km/h. El primer ciclista abandonó después de los primeros 50 kilómetros. A las 23:00 horas, Garin y Emile Pagie, lideraban la carrera en el punto de control de Nevers. Garin calculó en ese punto que terminarían a las 8:00 de la mañana. El otro favorito, Aucouturier, tuvo problemas estomacales durante la noche y fue incapaz de terminar la etapa. Durante esta primera etapa Jean Fischer usó un coche y fue descalificado. Pagie se cayó, pero volvió a levantarse para liderar la competición junto a Garin. Sobre las 9:00 horas aparecieron en Lyon, Garin se distanció un poco y ganó con 24 segundos de diferencia.

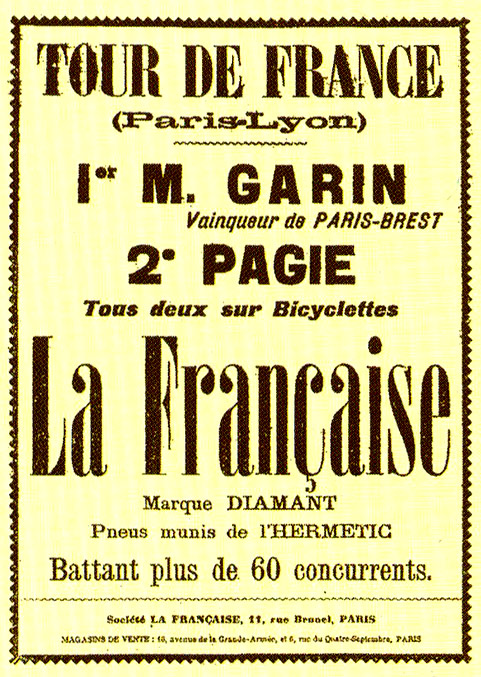
Publicidad durante el Tour de Francia 1903.

Aunque Aucouturier abandonó en la primera etapa, todavía podía disputar las siguientes, de hecho, en la segunda entre Lyon y Marsella, fue capaz de ganar al sprint tras 374 kilómetros el día 5 de julio. En la tercera etapa, los ciclistas que competían por la clasificación general comenzaron una hora antes que el resto, incluyendo a Aucouturier. Al final de aquella etapa, se habían escapado un grupo de cuatro ciclistas y Eugène Brange ganó al sprint. Sin embargo, Aucouturier terminó 27 minutos más tarde, lo que significaba que había sido 33 minutos más rápido, y fue declarado el ganador de la etapa de Marsella a Toulouse el 8 de julio. Garin conservó el liderato, ayudado por una caída del segundo clasificado, Pagie, en la segunda etapa, que lo eliminó de la competición. En la cuarta etapa, Aucouturier tenía claro que quería ganar la tercera etapa consecutiva, pero fue sorprendido usando la estela de un coche, y fue descalificado. El suizo Carlos Laeser (quien había abandonado en la 3.ª etapa) ganó la etapa entre Toulouse y Burdeos de 268 kilómetros el 12 de julio y se convirtió en el primer ganador no francés en la competición. Como en la tercera etapa los ciclistas se habían dividido en dos grupos y Laeser, que no disputaba la clasificación general, salió en el segundo grupo. Llegó 50 minutos más tarde que el primero por lo que fue declarado el ganador.
Garin seguía liderando la competición, con Emile Georget segundo a más de dos horas. En la quinta etapa entre Burdeos y Nantes de 425 kilómetros Georget sufrió dos pinchazos y se durmió cuando se apartó a descansar, por lo cual Garin aumentó su diferencia con el siguiente participante. Además de eso, Garin ganó al sprint la etapa. Fernand Augereau recibió un premio de 100 francos del Velo-Sport Nantes por el último kilómetro más rápido de la etapa en el velódromo de Nantes. La última etapa fue la más larga, con 471 kilómetros entre Nantes y el velódromo de París, disputada el 18 de julio. Concluyó al sprint y Garin se impuso por un segundo a Augereau y al belga Julien Lootens. El cronometraje (línea de llegada real) se efectuó en Ville-d'Avray, pero el recorrido prosiguió hasta el Parque de los Príncipes, para una vuelta de honor y la entrega de premios. 20 000 espectadores vieron a Garin ganar su tercera etapa y adjudicarse la clasificación general con 2 horas 59 minutos y 31 segundos menos que el siguiente clasificado. Todavía hoy permanece como el mayor margen de tiempo entre los dos primeros clasificados en la historia del Tour de Francia.
| Etapa | Fecha       | Recorrido         |                  | Distancia         | Ganador               | Líder         |
| ----- | ----------- | ----------------- | ---------------- | ----------------- | --------------------- | ------------- |
| 1.ª   | 1 de julio  | París–Lyon        | Etapa llana      | 467 km (290,2 mi) | Maurice Garin         | Maurice Garin |
| 2.ª   | 5 de julio  | Lyon–Marsella     | Etapa de montaña | 374 km (232,4 mi) | Hippolyte Aucouturier | Maurice Garin |
| 3.ª   | 8 de julio  | Marsella–Toulouse | Etapa llana      | 423 km (262,8 mi) | Hippolyte Aucouturier | Maurice Garin |
| 4.ª   | 12 de julio | Toulouse–Burdeos  | Etapa llana      | 268 km (166,5 mi) | Charles Laeser        | Maurice Garin |
| 5.ª   | 13 de julio | Burdeos–Nantes    | Etapa llana      | 425 km (264,1 mi) | Maurice Garin         | Maurice Garin |
| 6.ª   | 18 de julio | Nantes–París      | Etapa llana      | 471 km (292,7 mi) | Maurice Garin         | Maurice Garin |

## Clasificación general

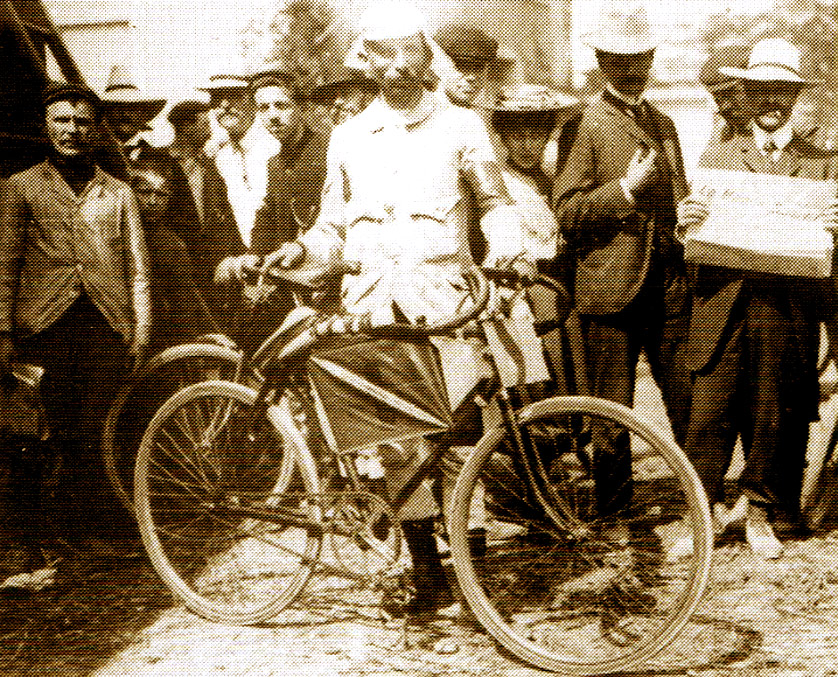
Marcel Kerff, sexto clasificado y primer belga del Tour.

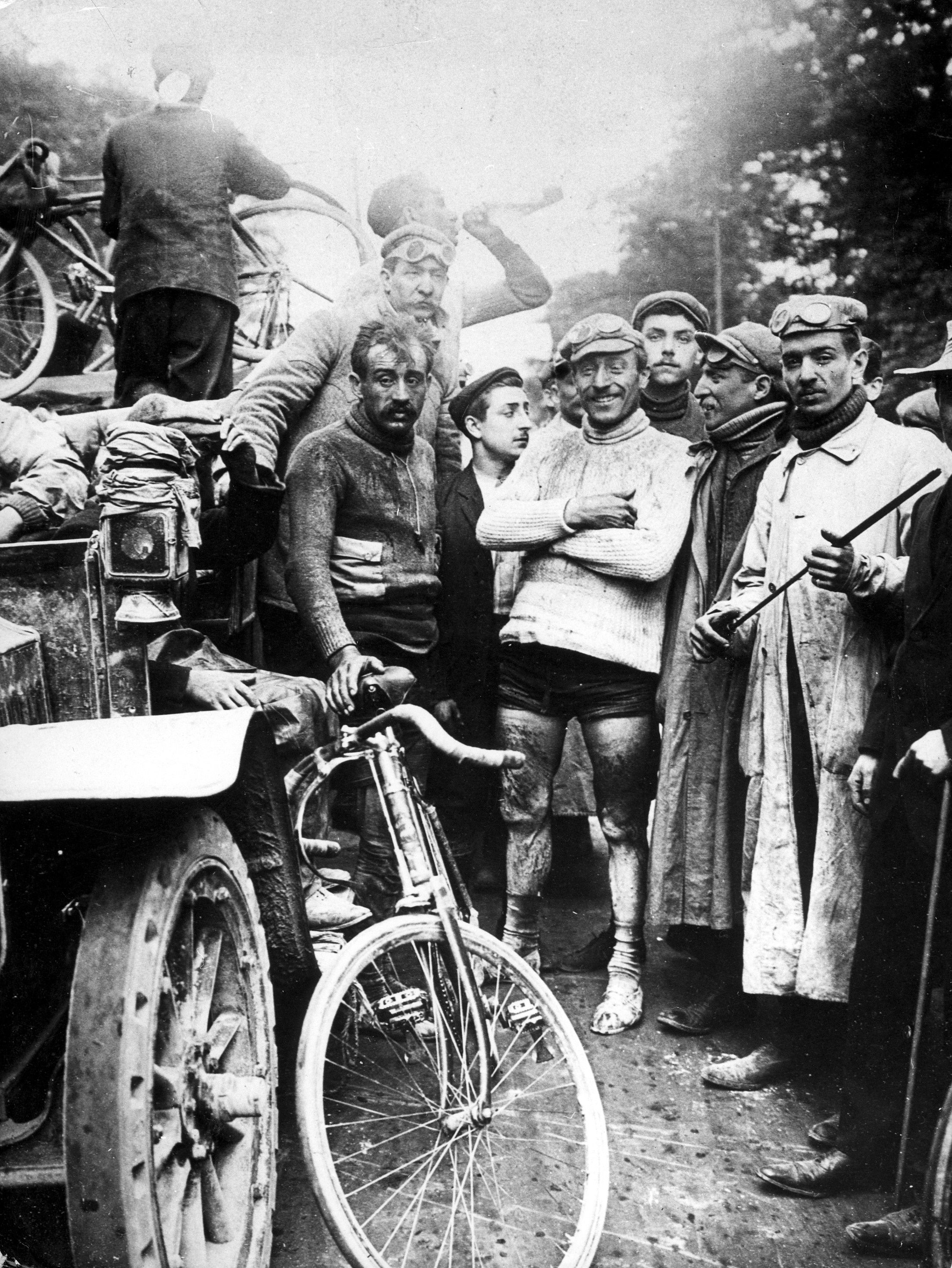
Al final del primer Tour. Maurice Garin, el primer vencedor (derecha) posa en compañía de Léon Georget (izquierda).

Finalmente, Maurice Garin ganó la carrera en 94 horas, 33 minutos y 14 segundos. Lucien Pothier fue segundo a 2 horas, 59 minutos y 21 segundos. Antes de la carrera, 79 ciclistas firmaron para la clasificación general; sólo 60 ciclistas empezaron la carrera. Al final de esta, 21 ciclistas completaron todas las etapas y fueron incluidos en la clasificación general. El lanterne rouge (último clasificado) fue Arsène Millocheau, a 64 horas, 57 minutos y 8 segundos.
| Clasificación general |                     |          |              |                    |
| Ciclista              | Ciclista            | País     | Publicidad   | Tiempo             |
| --------------------- | ------------------- | -------- | ------------ | ------------------ |
| 1.º                   | Maurice Garin       | Francia  | La Française | 94 h 33 min 14 s   |
| 2.º                   | Lucien Pothier      | Francia  | La Française | + 2 h 59 min 21 s  |
| 3.º                   | Fernand Augereau    | Francia  | La Française | + 4 h 29 min 24 s  |
| 4.º                   | Rodolphe Muller     | Italia   | La Française | + 4 h 39 min 30 s  |
| 5.º                   | Jean Fischer        | Francia  | La Française | + 4 h 58 min 44 s  |
| 6.º                   | Marcel Kerff        | Bélgica  | —            | + 5 h 52 min 24 s  |
| 7.º                   | Julien Lootens      | Bélgica  | Brennabor    | + 8 h 31 min 08 s  |
| 8.º                   | Gustave Pasquier    | Francia  | La Française | + 10 h 24 min 04 s |
| 9.º                   | François Beaugendre | Francia  | —            | + 10 h 52 min 14 s |
| 10.º                  | Aloïs Catteau       | Bélgica  | La Française | + 12 h 44 min 57 s |
| 11.º                  | Jean Dargassies     | Francia  | Gladiator    | + 13 h 49 min 10 s |
| 12.º                  | Ferdinand Payan     | Francia  | Champeyrache | + 19 h 09 min 02 s |
| 13.º                  | Julien Girbe        | Francia  | JC Cycles    | + 23 h 16 min 52 s |
| 14.º                  | Isidore Lechartier  | Francia  | Gladiator    | + 24 h 05 min 13 s |
| 15.º                  | Josef Fischer       | Alemania | Diamant      | + 25 h 14 min 26 s |
| 16.º                  | Alexandre Foureaux  | Francia  | —            | + 31 h 50 min 52 s |
| 17.º                  | René Salais         | Francia  | —            | + 32 h 34 min 43 s |
| 18.º                  | Emile Moulin        | Francia  | —            | + 49 h 43 min 14 s |
| 19.º                  | Georges Borot       | Francia  | —            | + 51 h 37 min 38 s |
| 20.º                  | Pierre Desvages     | Francia  | —            | + 62 h 53 min 54 s |
| 21.º                  | Arsène Millocheau   | Francia  | —            | + 64 h 57 min 08 s |

## Lista de corredores

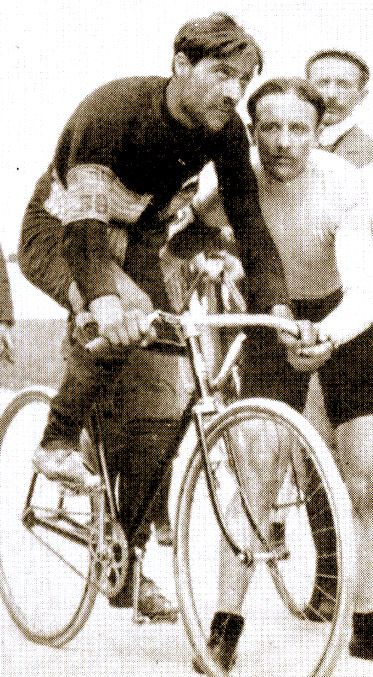
Tercer clasificado, Fernand Augereau.

Esta es una lista de todos los ciclistas inscritos en la clasificación general, aunque el reglamento permitía la inscripción para una sola etapa o para todas ellas.
| Dorsal | País    | Nombre                |
| ------ | ------- | --------------------- |
| 1      | Francia | Maurice Garin         |
| 2      | Francia | Gustave Pasquier      |
| 3      | Francia | Lucien Barroy         |
| 5      | Francia | Alexandre Foureaux    |
| 6      | Francia | Henri Gauban          |
| 7      | Francia | Louis Barbrel         |
| 8      | Francia | Hippolyte Aucouturier |
| 9      | Bélgica | Marcel Kerff          |
| 10     | Francia | Léon Georget          |
| 11     | Francia | Eugène Brange         |
| 12     | Francia | Jean Fischer          |
| 14     | Francia | Isidore Lechartier    |
| 15     | Francia | Benjamin Mounier      |
| 17     | Francia | Emile Pagie           |
| 21     | Francia | Jean Dargassies       |
| 22     | Francia | Emile Moulin          |
| 24     | Bélgica | Jules Sales           |
| 26     | Francia | Edouard Wattelier     |
| 27     | Francia | Claude Chapperon      |
| 28     | Bélgica | Julien Lootens        |
| 29     | Francia | René Salais           |
| 31     | Francia | León Habets           |
| 32     | Francia | Victor Dupre          |
| 33     | Italia  | Rodolphe Muller       |
| 36     | Francia | Bedene                |
| 37     | Francia | Lucien Pothier        |
| 38     | Francia | Armand Perin          |
| 39     | Francia | Fernand Augereau      |
| 40     | Francia | Eugene Geay           |
| 41     | Francia | Ernest Pivin          |

| Dorsal | País     | Nombre                   |
| ------ | -------- | ------------------------ |
| 42     | Suiza    | Paul Mercier             |
| 43     | Francia  | Pierre Desvages          |
| 44     | Francia  | León Pernette            |
| 45     | Francia  | François Beaugendre      |
| 46     | Suiza    | Anton Jaeck              |
| 47     | Francia  | François Poussel         |
| 48     | Alemania | Josef Fischer            |
| 49     | Alemania | Ludwig Barthelmann       |
| 50     | Francia  | Julien Girbe             |
| 51     | Suiza    | Charles Laeser           |
| 53     | Francia  | Georges Borot            |
| 54     | Francia  | León Durandeau           |
| 55     | Francia  | León Riche               |
| 56     | Francia  | A. Lassartigue           |
| 57     | Francia  | L. Fougere               |
| 58     | Francia  | Emile Torisani           |
| 59     | Francia  | Henri Charrier           |
| 62     | Francia  | Ferdinand Payan          |
| 63     | Francia  | Paul Trippier            |
| 64     | Francia  | H. Ellinamour            |
| 65     | Francia  | Jean-Baptiste Zimmermann |
| 66     | Suiza    | Marcel Lequatre          |
| 67     | Francia  | Arsene Millocheau        |
| 69     | Francia  | François Monachon        |
| 71     | Bélgica  | Alois Catteau            |
| 73     | Francia  | Victor Lefevre           |
| 75     | Francia  | Auguste Daumain          |
| 76     | Francia  | Gustave Guillarme        |
| 77     | Francia  | Quetier                  |
| 78     | Francia  | Philippe De Balade       |

## Tras la competición
La circulación del diario L'Auto se incrementó significativamente durante el evento. Se realizó una edición especial después de la carrera de 130 000 copias, y la tirada habitual se incrementó de 25 000 a 65 000 copias. El gran éxito de ventas aseguró la celebración al año siguiente de la segunda edición, además porque los ciclistas se habían convertido en héroes nacionales. Maurice Garin volvió a disputar el Tour de Francia 1904, pero fracasó en su defensa del título porque fue descalificado. Con el premio en metálico que se adjudicó en 1903, 6075 francos franceses, Garin se compró una estación de gas donde trabajó el resto de sus días.